# Trofeo Piva
De Trofeo Piva is de benaming voor een eendagswielerwedstrijd die jaarlijks op de eerste zondag van april wordt verreden in de Italiaanse regio Veneto met als start- en finishplaats Col San Martino in de gemeente Farra di Soligo, provincie Treviso. De wedstrijd heet sinds 2000 officieel Trofeo Banca Popolare di Vicenza. Met het parcours worden ook de gemeenten Miane, Valdobbiadene en Vidor doorkruist en tevens het Unesco-werelderfgoed heuvelgebied van de Prosecco. Tot en met 2000 was het een amateurkoers en vanaf 2001 is de koers enkel toegankelijk voor wielrenners onder 23 jaar (beloften-categorie). Sinds 2005 maakt de wedstrijd onderdeel uit van de UCI Europe Tour met een UCI-wedstrijdclassificatie van 1.2U.

## Geschiedenis
In 1946 werd er begonnen onder de naam Trofeo Banca Popolare C. Piva, vernoemd naar de gelijknamige bank in Valdobbiadene die als sponsor optrad. In 2000 volgde de naamswijziging naar Trofeo Piva Banca Popolare di Vicenza na overname van de bank door de Banca Popolare di Vicenza. Vanaf 2015 wordt de naam Trofeo Piva gebezigd. Sinds 1962 is de organisatie in handen van de in hetzelfde jaar opgerichte  AC Col San Martino, dat de wedstrijd in 1966 open stelde voor internationale deelname. Sinds 2013 is Col San Martino start- en finishplaats van de wedstrijd, van 2001-2012 was dit Vicenza in de gelijknamige provincie en hoofdzetel van de naamgever.